# Horst Jankhöfer
Horst Jankhöfer, nemški rokometaš, * 26. januar 1942, Sandersdorf.
Leta 1972 je na poletnih olimpijskih igrah v Münchnu v sestavi vzhodnonemške rokometne reprezentance osvojil četrto mesto.